# Оситняжка (Кропивницький район)
Оситня́жка — село в Україні, у Великосеверинівській сільській громаді Кропивницького району Кіровоградської області. Населення становить 988 осіб. До 2020 року орган місцевого самоврядування — Оситнязька сільська рада.

## Історія
З історичних джерел: «Городские поселения в Русской империи» 1861 г., Л. Похилевич «Сказания о населенных местностях Киевской губернии» 1864 г. відомо, що село виникло влітку 1754 року і заселялося переселенцями Київського повіту Київської губернії. Селилися селяни на скудних піщаних ґрунтах лівого берега Інгулу. Будували невеликі будинки з місцевого матеріалу: глини, піску, очерету, оситнягу. За переказами трава оситняг, якої було дуже багато на місцевості, і дала назву селу.
В XIX ст. всі землі в селі належали поміщикам–землевласникам — барині Соколовій, пані Зосі Потоцькій, барину Шатову, Квіткову та ін.
Станом на 1886 рік у селі, центрі Оситнязької волості Олександрійського повіту Херсонської губернії, мешкало 1044 особи, налічувалось 188 дворових господарств, будувалась православна церква.

## Символіка
Герб села Оситняжка затверджено 19 квітня 2012 року. На синьому полі золотий хрест, що супроводжується чотирма золотими кроквами. Автори — В. Філімонов та К. Шляховий. Згідно з легендою, село засноване чотирма сім'ями переселенців, які жили в окремих куренях, ці курені і зображені на гербі.

## Населення
Згідно з переписом УРСР 1989 року чисельність наявного населення села становила 1138 осіб, з яких 505 чоловіків та 633 жінки.
За переписом населення України 2001 року в селі мешкали 1192 особи.

### Мова
Розподіл населення за рідною мовою за даними перепису 2001 року:
| Мова       | Відсоток |
| ---------- | -------- |
| українська | 96,97 %  |
| російська  | 2,69 %   |
| молдовська | 0,17 %   |
| білоруська | 0,08 %   |
| вірменська | 0,08 %   |

## Видатні уродженці
- Котляренко Михайло Григорович (1904—1980) — Герой Соціалістичної Праці.
- Усатенко Жанна Василівна (1940) — заслужений лікар України.